# 에즈리 콘사
에즈리 은고요 콘사(영어: Ezri Ngoyo Konsa, 1997년 10월 23일 ~ )는 잉글랜드의 축구 선수로 현재 애스턴 빌라 FC에서 센터백, 라이트백으로 뛰고 있다.